# 4372 Quincy
4372 Quincy (1984 TB) là một tiểu hành tinh vành đai chính được phát hiện ngày 3 tháng 10 năm 1984 bởi Oak Ridge Observatory ở Harvard.